# Hans Weiss
Hans Weiss (Hof, 19 aprile 1892 – Méricourt, 2 maggio 1918) è stato un militare e aviatore tedesco, asso dell'aviazione durante la prima guerra mondiale, accreditato di 16 vittorie aeree.

## Biografia
Hans Weiss nasce ad Hof il 19 aprile 1892, una piccola città al confine con l'Impero austro-ungarico. Intraprese gli studi di ingegneria meccanica nel 1912 presso la scuola di Bayreuth. Dopo vari tentativi di entrare a far parte dell'esercito come volontario, con l'inizio della prima guerra mondiale venne arruolato nei Pionieri a Ingolstadt. Nel 1916 venne mandato a Darmstadt per la sua formazione; uno dei suoi compagni, Richard Wenzl, intraprenderà lo stesso percorso di Weiss diventando anch'egli un asso dell'aviazione.

### Il servizio presso l'aviazione
Weiss inizia il suo servizio nell'aviazione come mitragliere e osservatore di artiglieria prima nella Flieger-Abteilung (Artillerie) 282, poi nella Flieger-Abteilung (Artillerie) 28 prima di arrivare nella Feldflieger Abteilung 68 nel mese di giugno del 1916 con il gradi di caporale. Durante un volo di ricognizione venne ferito ad un piede dal fuoco antiaereo pur volando a quasi 2.750 metri (9.000 piedi). Per questa missione venne insignito con la Croce di Ferro di seconda classe. In una successiva missione svolta il 26 maggio 1917, riuscì a bombardare un treno di rifornimento nemico spezzandolo in due. Ha poi continuato l'attacco nonostante il fuoco delle mitragliatrici di terra e della fanteria. Per questa impresa venne insignito con la Croce di Ferro di prima classe e promosso al grado di sergente.
Nel mese di agosto del 1917 venne inviato presso la Jastaschule (scuola di volo per piloti da caccia) a Valenciennes e il mese successivo venne trasferito presso la Jagdstaffel 41. Il 16 settembre del 1917 Hans Weiss ottenne la sua prima vittoria aerea e nel mese di ottobre venne promosso al grado di tenente. Le sue quattro successive vittorie ottenute tra il dicembre del 1917 e il febbraio del 1918 furono tutte ottenute abbattendo palloni frenati da osservazione. Ottenne ulteriori quattro vittorie con la Jagdstaffel 41, l'ultima delle quali, la decima, il 13 marzo 1918. Venne quindi trasferito nella Jagdstaffel 10 facente parte della Jagdgeschwader 1, una formazione d'élite comprendente anche le Jagdstaffeln 4, 6, 11 e conosciuta anche con il nome di "circo volante". Ottenne una sola vittoria, il 28 marzo 1918, prima di essere nominato comandante della Jagdstaffel 10, ottenendo il suo primo successo nella sua nuova veste il 2 aprile 1918. Sei giorni dopo, venne spostato al comando della Jagdstaffel 11 ed il 21 aprile, giorno della morte del comandante della Jagdgeschwader 1 Manfred von Richthofen gli venne assegnata la Croce di Cavaliere dell'Ordine Reale di Hohenzollern.

### La morte
Hans Weiss rimase al comando della Jagdstaffel 11 fino al giorno della sua morte, il 2 maggio 1918.
Quel giorno Weiss stava volando con il suo triplano Fokker Dr.I di colore bianco; anche se la squadriglia utilizzava il colore scarlatto per i suoi aerei, l'aereo di Weiss era in gran parte o del tutto "Weiss", cioè bianco. Hans Weiss venne ucciso da un proiettile che lo colpì alla testa sparato dalle mitragliatrici del Sopwith Camel del tenente Merrill Samuel Taylor appartenente al 209º Squadrone della Royal Flying Corps, mentre stava provando ad abbattere un altro Camel della stessa unità. Hans Weiss ha ottenuto durante la sua carriera di pilota da caccia 16 vittorie aeree confermate.